# Stagione degli uragani atlantici del 2021

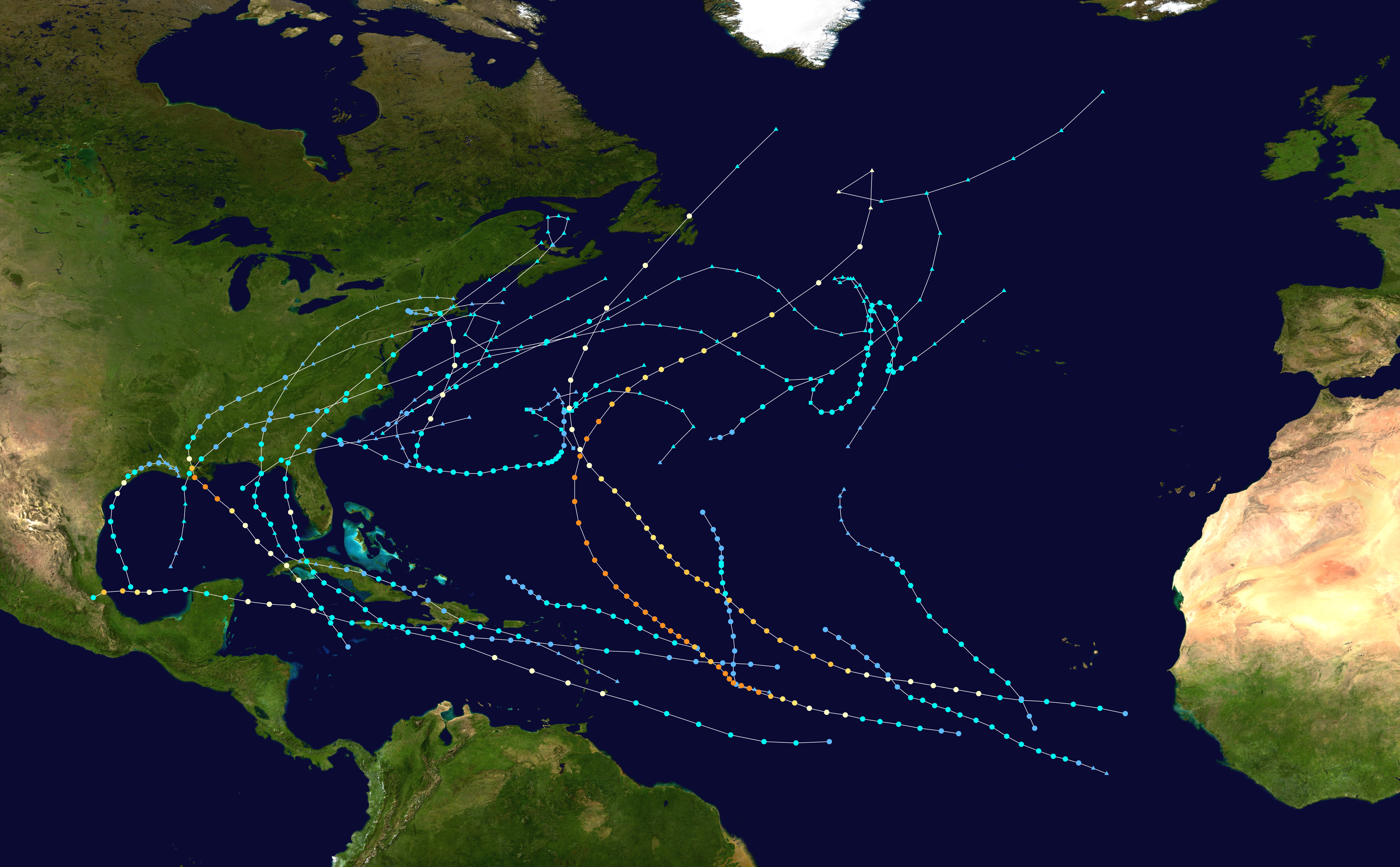
Mappa con percorso e intensità di tutte le tempeste.

La stagione degli uragani atlantici del 2021 è stata una stagione molto attiva che ha avuto inizio il 22 maggio 2021, con la formazione della tempesta tropicale Ana, ed è terminata il 7 novembre 2021, con il dissipamento della tempesta tropicale Wanda. Per il settimo anno consecutivo la prima tempesta si è sviluppata prima del 1º giugno, inizio ufficiale della stagione così come definito dalla NOAA.
Durante la stagione si sono formati 21 cicloni tropicali o subtropicali, il terzo numero più alto da quando sono iniziate le documentazioni ufficiali nel 1851. I danni causati sono stati stimati in oltre 80 miliardi di dollari, rendendola la terza stagione più costosa di sempre, dietro solo a quelle del 2005 e 2017.

## Previsioni
Ogni anno, prima e durante la stagione, diversi servizi meteorologici nazionali ed agenzie scientifiche cercano di stimare il numero di tempeste tropicali, uragani e uragani maggiori che andranno a formarsi. Tra questi ci sono il consorzio Tropical Storm Risk dell'University College di Londra (TSR), la Colorado State University (CSU) e la National Oceanic and Atmospheric Administration (NOAA). In media, tra il 1991 e il 2020, una stagione degli uragani ha prodotto quattordici tempeste tropicali, sette uragani e tre uragani maggiori, con un accumulated cyclone energy (ACE) medio di 122.
Il 9 dicembre 2020, il TSR ha rilasciato la sua prima previsione, preannunciando una stagione leggermente superiore alla media, con 16 tempeste tropicali, 7 uragani, 3 uragani maggiori e un ACE di 127. Alla base di questa stima il TSR ha citato lo sviluppo di una debole La Niña previsto per il terzo quadrimestre del 2021. L'8 aprile 2021, la Colorado State University ha pubblicato la sua previsione, stimando una stagione superiore alla media con 17 tempeste tropicali, 8 uragani, 4 uragani maggiori e un ACE di 150. Cinque giorni più tardi, il TSR ha rivisto la sua previsione leggermente a rialzo, con 17 tempeste tropicali, 8 uragani, 3 uragani maggiori e un ACE di 134. Il 21 maggio, la NOAA ha rilasciato la sua prima previsione, pronosticando il 60% di probabilità di una stagione sopra la media con 13-20 tempeste tropicali, 6-10 uragani e 3-5 uragani maggiori.
Il 4 agosto, la NOAA ha rilasciato il suo secondo bollettino, prevedendo una stagione sopra la media con 15-21 tempeste tropicali, 7-10 uragani e 3-5 uragani maggiori. Il giorno dopo, il TSR ha rilasciato la sua ultima previsione dell'anno in cui si stimava un'attività superiore alla media con 18 tempeste tropicali, 7 uragani e 3 uragani maggiori a causa del previsto sviluppo di una debole La Niña. Lo stesso giorno anche la Colorado State University ha rilasciato la sua ultima previsione, che preannunciava un'attività leggermente superiore alla media con 18 tempeste tropicali, 8 uragani, 4 uragani maggiori e un ACE di 150.

## Nomenclatura
La seguente lista di nomi è stata utilizzata per le tempeste tropicali che si sono formate nell'oceano Atlantico nel 2021. Si trattava della stessa lista usata nel 2015, con l'eccezione di Elsa e Julian che avevano rimpiazzato Erika e Joaquin. I nomi Elsa, Julian, Rose, Sam, Teresa, Victor e Wanda sono stati usati per la prima volta. La lista sarà riutilizzata, esclusi eventuali nomi ritirati, nel 2027. Per la terza volta, dopo le stagioni del 2005 e 2020, la lista di nomi predefinita è stata esaurita.
| - Ana - Bill - Claudette - Danny - Elsa - Fred - Grace | - Henri - Ida - Julian - Kate - Larry - Mindy - Nicholas | - Odette - Peter - Rose - Sam - Teresa - Victor - Wanda |

## Tempeste

### Tempesta tropicale Ana

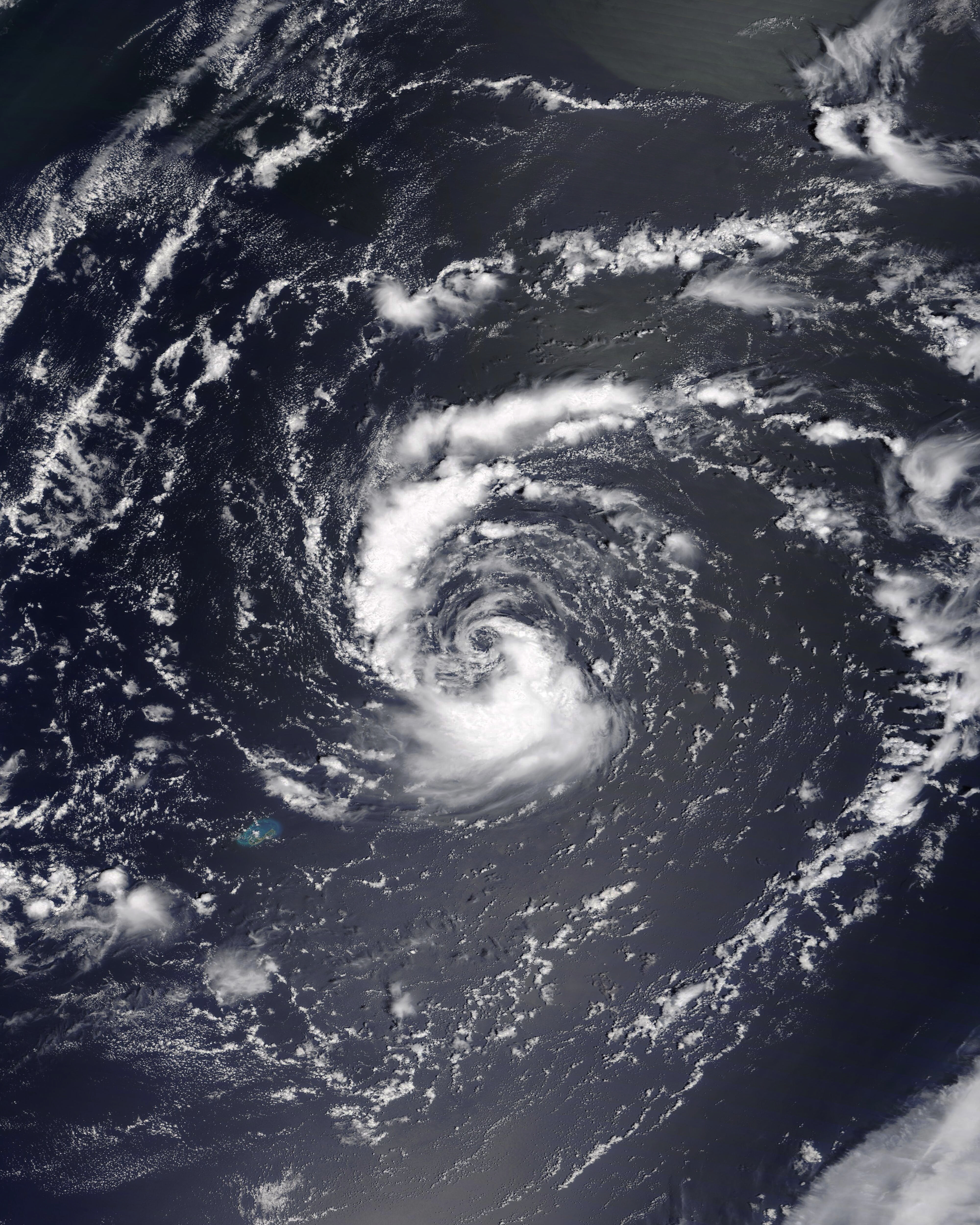
La tempesta Ana il 22 maggio.

Il 19 maggio 2021, il National Hurricane Center (NHC) ha iniziato a monitorare un'area a nord-est di Bermuda in vista della probabile formazione di un'area di bassa pressione non-tropicale con un basso potenziale di ciclogenesi tropicale. Il giorno successivo, come previsto, un'area di bassa pressione di origine non tropicale si è sviluppata circa 965 km a est-sud-est di Bermuda e verso la fine della giornata ha iniziato a produrre venti di burrasca.

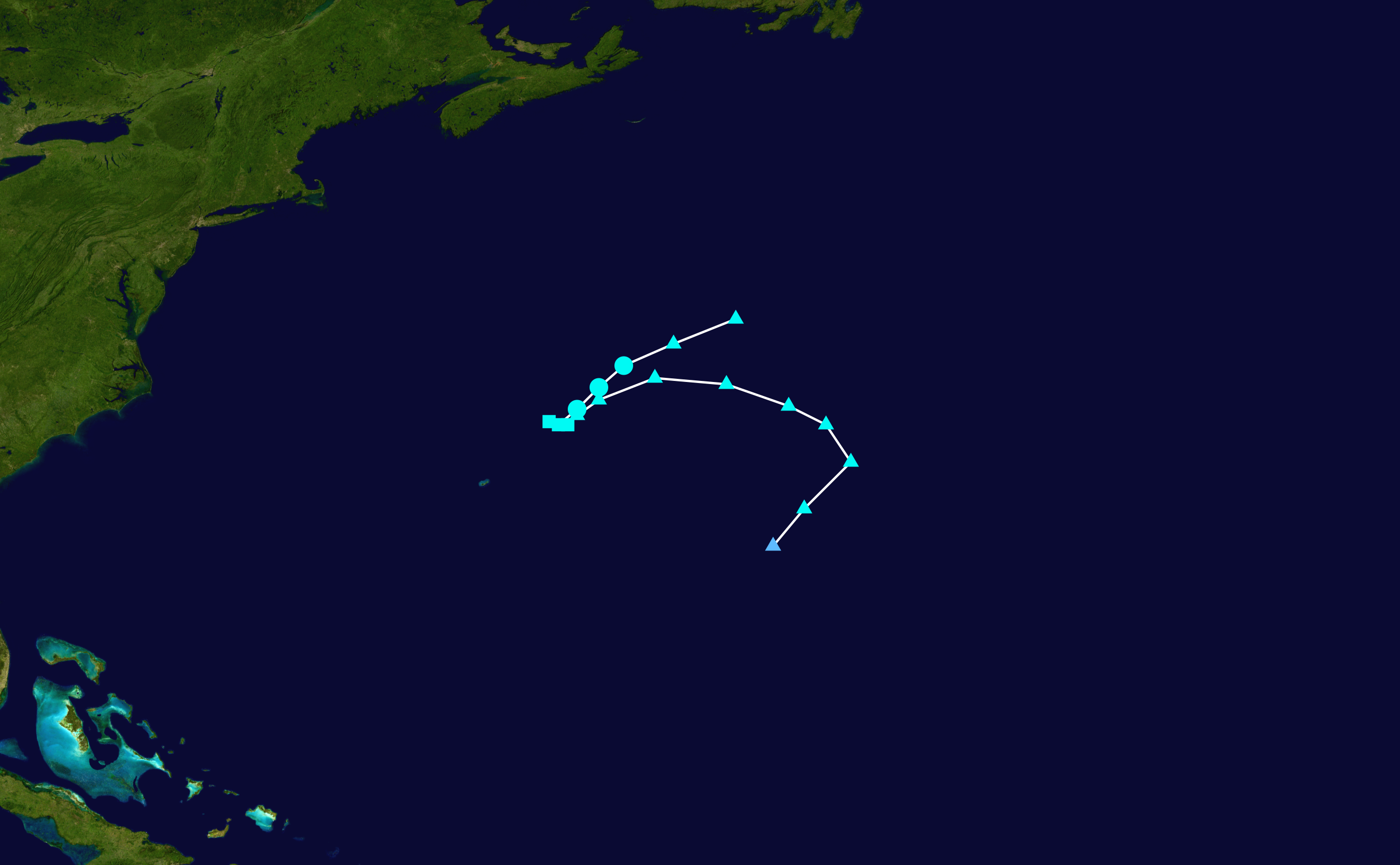
Percorso della tempesta Ana.

Alle 00:00 UTC del 22 maggio il sistema ha iniziato ad acquisire caratteristiche subtropicali e alle 09:00 UTC è stato classificato dal NHC come tempesta subtropicale, ricevendo il nome Ana. La notte del 23 maggio, il campo di vento della tempesta ha cominciato a contrarsi e una piccola ma persistente area temporalesca ne ha oscurato il centro; alle 09:00 UTC Ana ha completato la transizione a tempesta tropicale e ha iniziato ad accelerare verso nord-est. Poco dopo, tuttavia, la bassa temperatura superficiale marina e l'ingresso di aria molto secca hanno portato la tempesta a perdere quasi tutta la sua convezione e ad indebolirsi a depressione tropicale. Alle 03:00 UTC del 24 maggio Ana è diventata un ciclone post-tropicale.

### Tempesta tropicale Bill

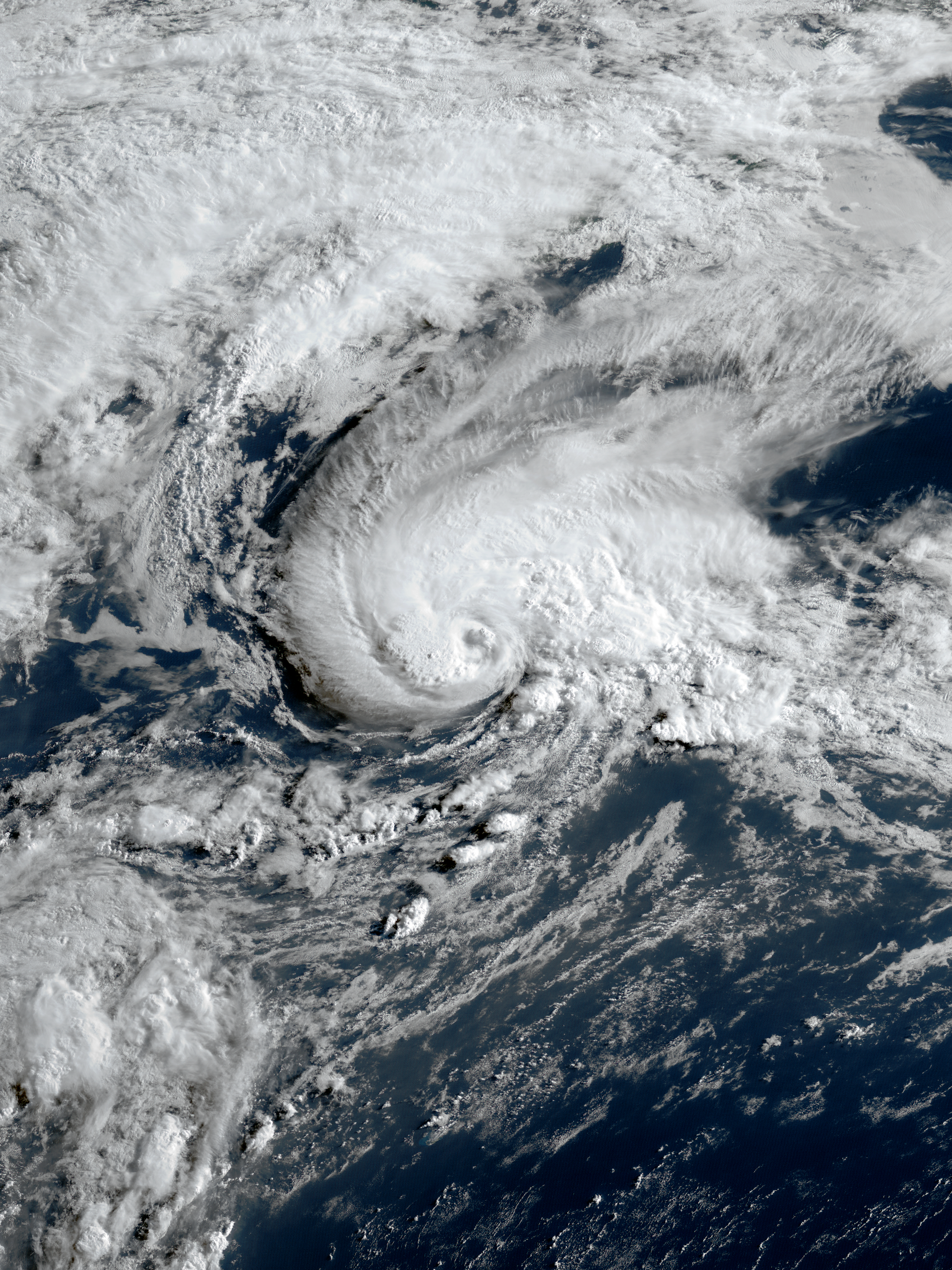
La tempesta Bill il 15 giugno.

Il 13 giugno 2021 un'area di bassa pressione di origine non tropicale si è formata 240 km a sud della costa della Carolina del Nord e il National Hurricane Center (NHC) ha iniziato a monitorarla in vista di una possibile ciclogenesi tropicale, inizialmente giudicata tuttavia improbabile. Durante la notte la perturbazione si è però rapidamente organizzata, sviluppando una convezione profonda, e alle 15:00 UTC del 14 giugno è stata classificata dal NHC come depressione tropicale due.

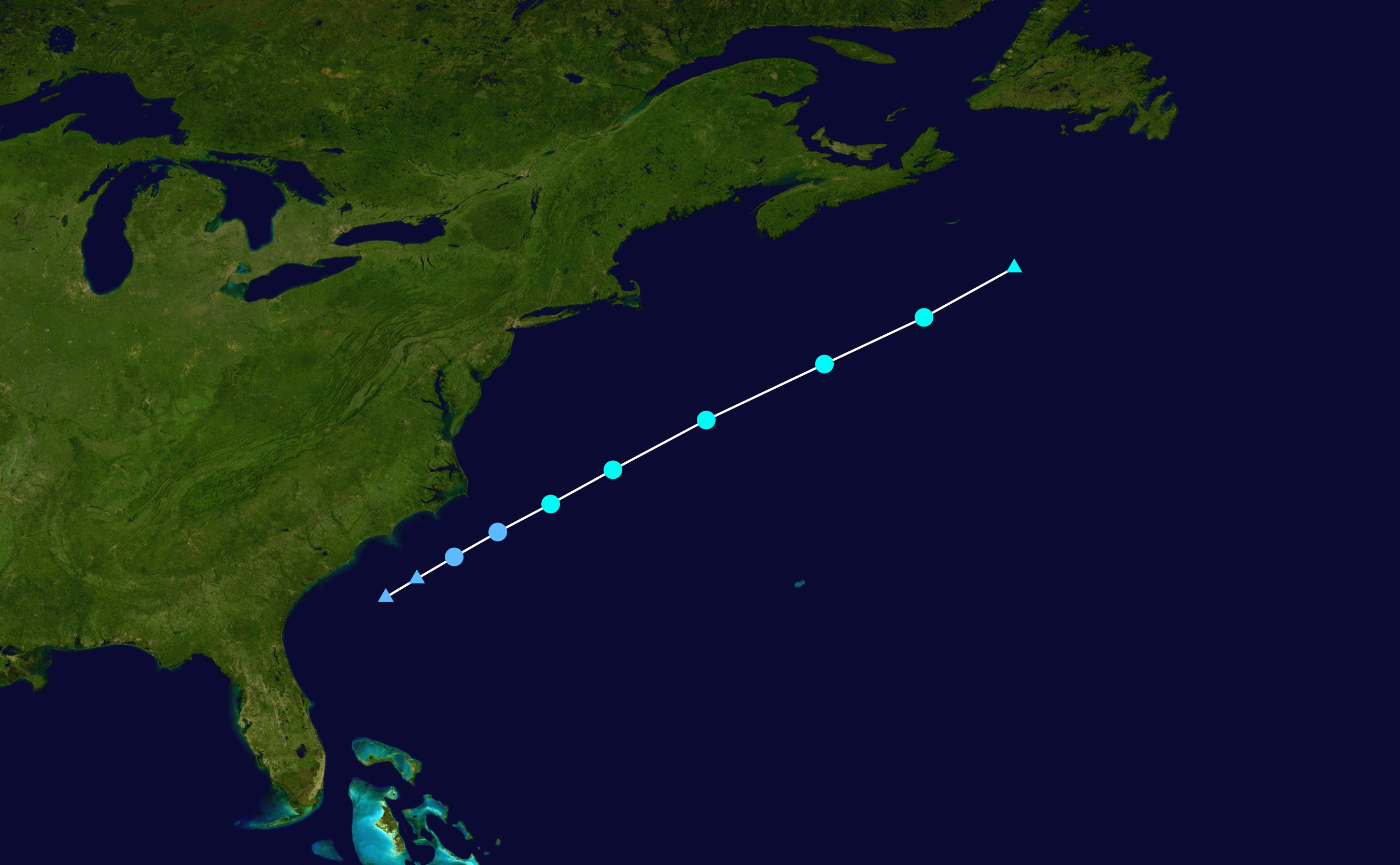
Percorso della tempesta Bill.

La depressione ha quindi iniziato ad accelerare verso nord-est, disturbata da un modesto wind shear. Alle 03:00 UTC del 15 giugno la depressione si è rafforzata a tempesta tropicale, come evidenziato dai dati ottenuti dallo scattometro satellitare, e ha ricevuto il nome Bill. Alle 15:00 UTC, mentre era localizzata 475 km a sud-sud-est della Nuova Scozia, la tempesta ha raggiunto il suo picco di forza con una pressione centrale minima di 998 mbar e venti massimi sostenuti di 95 km/h. Poco dopo, tuttavia, l'ingresso di aria secca ha iniziato ad intaccare la struttura della tempesta. Questo, unito agli effetti di un forte wind shear, ha portato la tempesta a diventare sempre più asimmetrica e alle 03:00 UTC del 16 giugno Bill è diventato un ciclone extratropicale.

### Tempesta tropicale Claudette

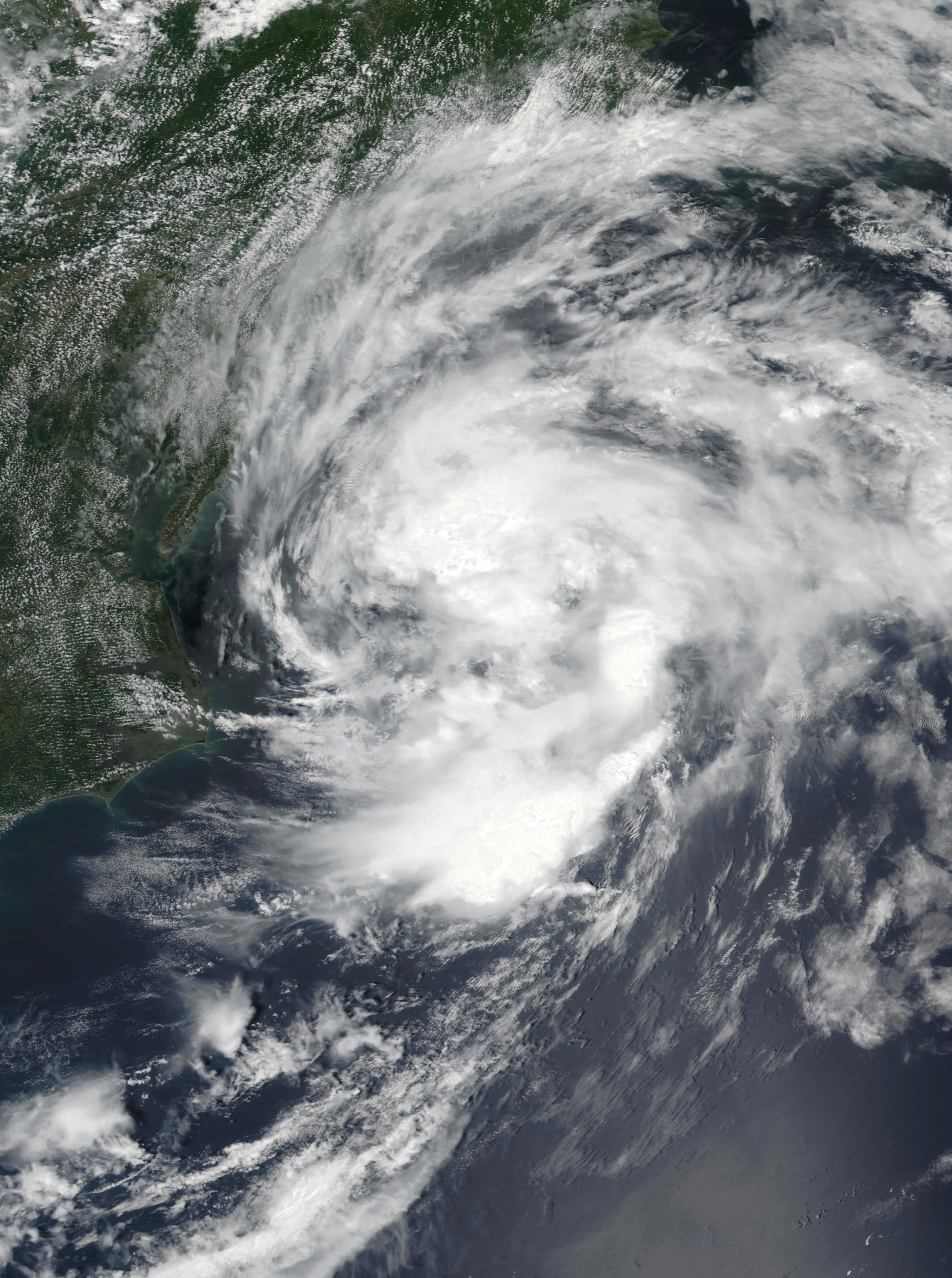
La tempesta Claudette il 21 giugno.

L'11 giugno 2021 il National Hurricane Center (NHC) ha iniziato a monitorare una perturbazione nel golfo del Messico. Il 17 giugno, dopo essersi mossa lentamente per diversi giorni sopra la baia di Campeche, la perturbazione ha iniziato a muoversi verso nord e alle 21:00 UTC la possibilità di un'imminente ciclogenesi tropicale vicino alla terraferma ha portato il NHC a classificarla come potenziale ciclone tropicale tre. Il 18 giugno, un volo di ricognizione ha rilevato come la struttura della perturbazione fosse piuttosto sbilenca, con l'attività convettiva concentrata a est di un centro di circolazione poco definito; ciò era dovuto al wind shear prodotto da una saccatura posizionata sulla costa occidentale del golfo del Messico.

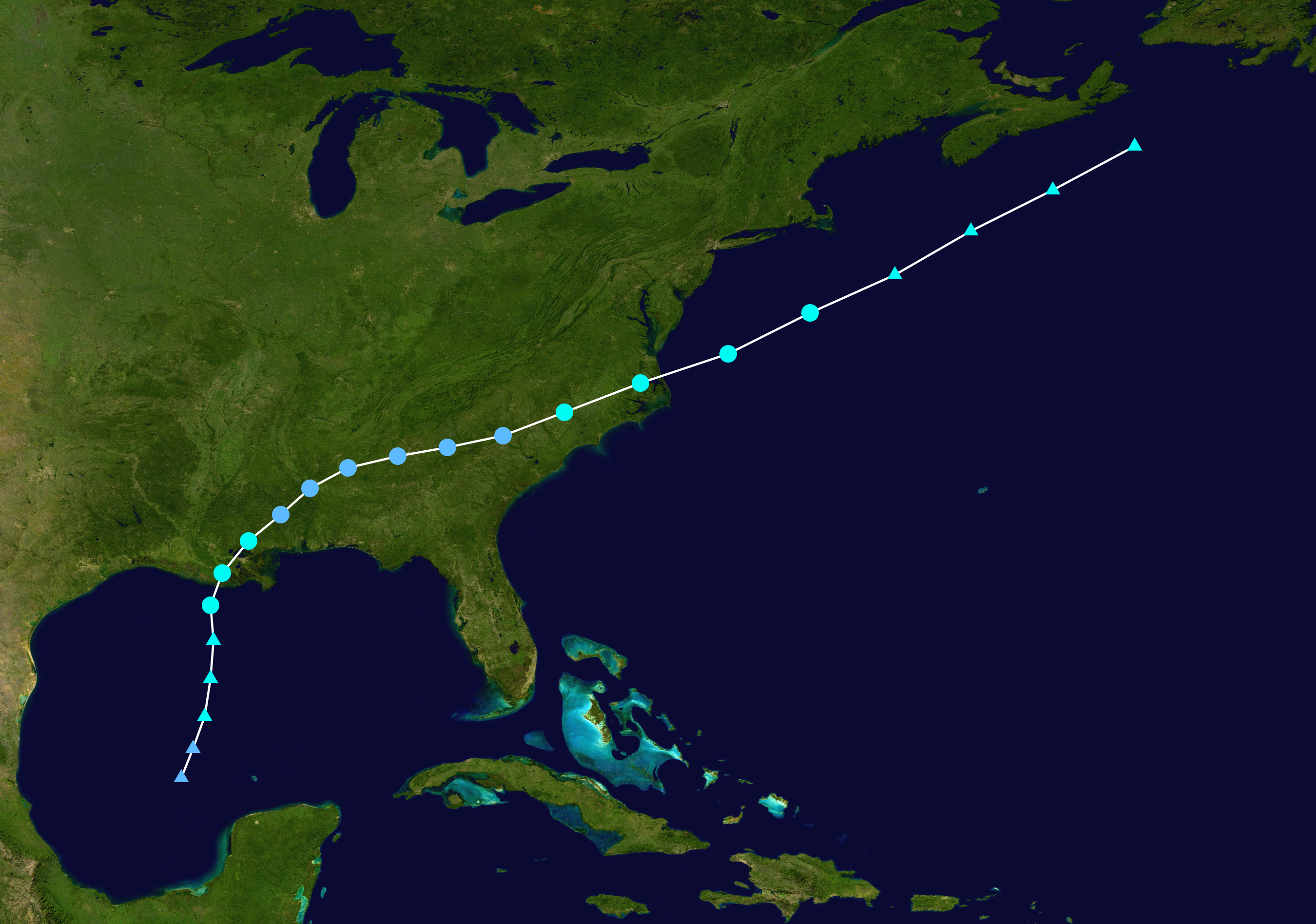
Percorso della tempesta Claudette.

Alle 09:00 UTC del 19 giugno, mentre si trovava sopra la Louisiana meridionale, il sistema ha sviluppato una circolazione abbastanza definita da essere classificato come tempesta tropicale, ricevendo il nome Claudette. Alle 21:00 UTC, dopo essersi mossa sopra l'Alabama, la tempesta si è indebolita a depressione tropicale. Continuando a muoversi verso est-nord-est Claudette ha poi attraversato la Georgia e la Carolina del Sud, e alle 09:00 UTC del 21 giugno, mentre si trovava sulla Carolina del Nord, si è nuovamente intensificata a tempesta tropicale. Sei ore più tardi la tempesta si è mossa sulle acque dell'oceano Atlantico, dove alle 03:00 UTC del 22 giugno si è disgregata in una saccatura. I resti extratropicali di Claudette si sono poi diretti verso nord-est approdando in Nuova Scozia e Terranova il 23 giugno.
Intense precipitazioni, allagamenti e forti venti hanno interessato gran parte degli Stati Uniti sud-orientali. Diversi tornado sono stati prodotti dalla tempesta, incluso un EF2 che ha provocato danni e 20 feriti a East Brewton, in Alabama. Claudette ha provocato 4 vittime dirette e 10 indirette, tutte in Alabama.

### Tempesta tropicale Danny

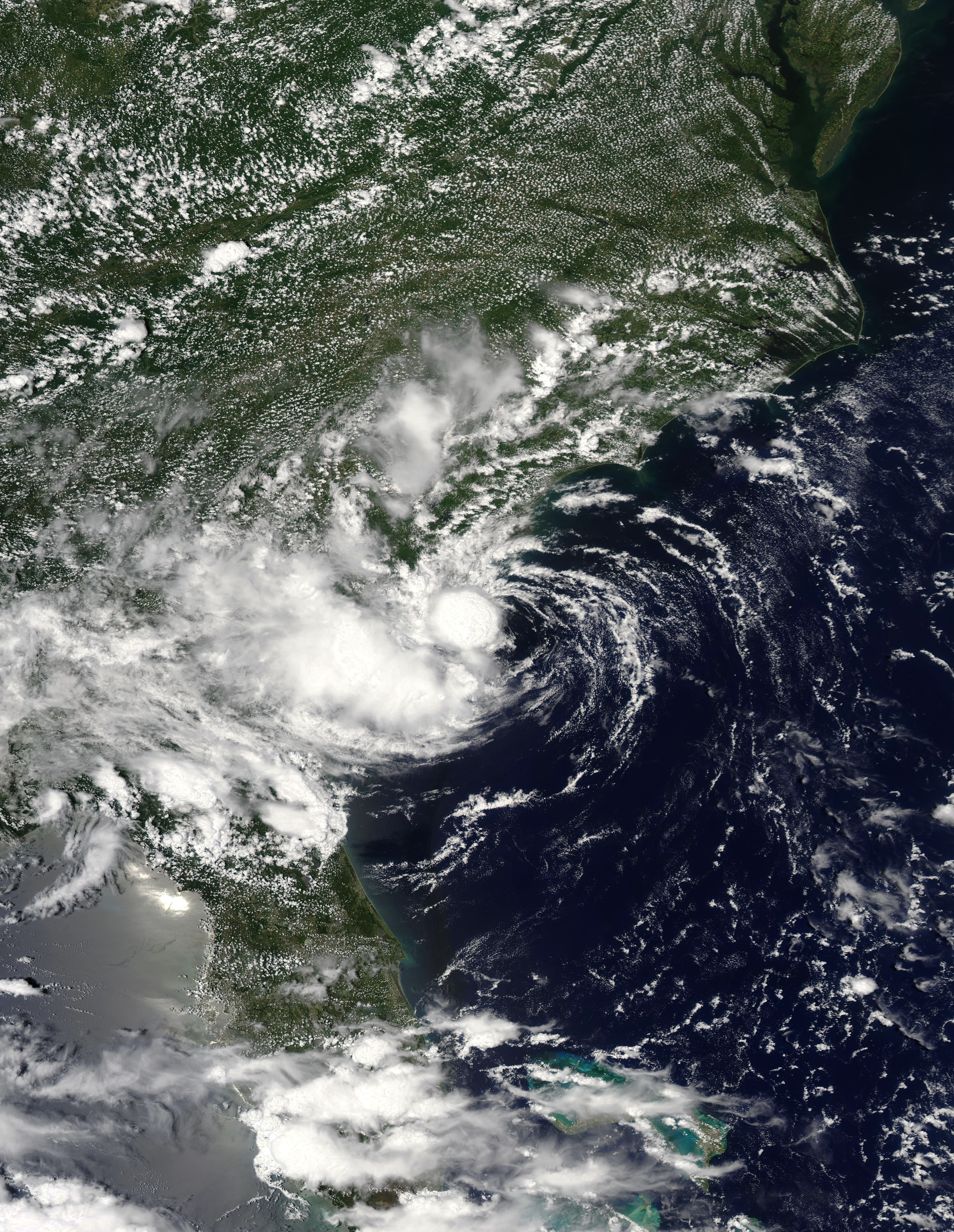
La tempesta Danny il 28 giugno.

Il 26 giugno 2021 il National Hurricane Center (NHC) ha iniziato a monitorare una perturbazione localizzata diverse miglia nautiche a sud di Bermuda. Circa 24 ore più tardi, i dati ricavati da una boa e dalle immagini satellitari hanno rivelato la formazioni di un'area di bassa pressione, posizionata circa 800 km a est-sud-est della costa della Carolina del Sud. Il sistema si è poi mosso sulle calde acque della corrente del Golfo, dove è diventato più organizzato, e alle 15:00 UTC del 28 giugno è stato classificato dal NHC come depressione tropicale quattro.

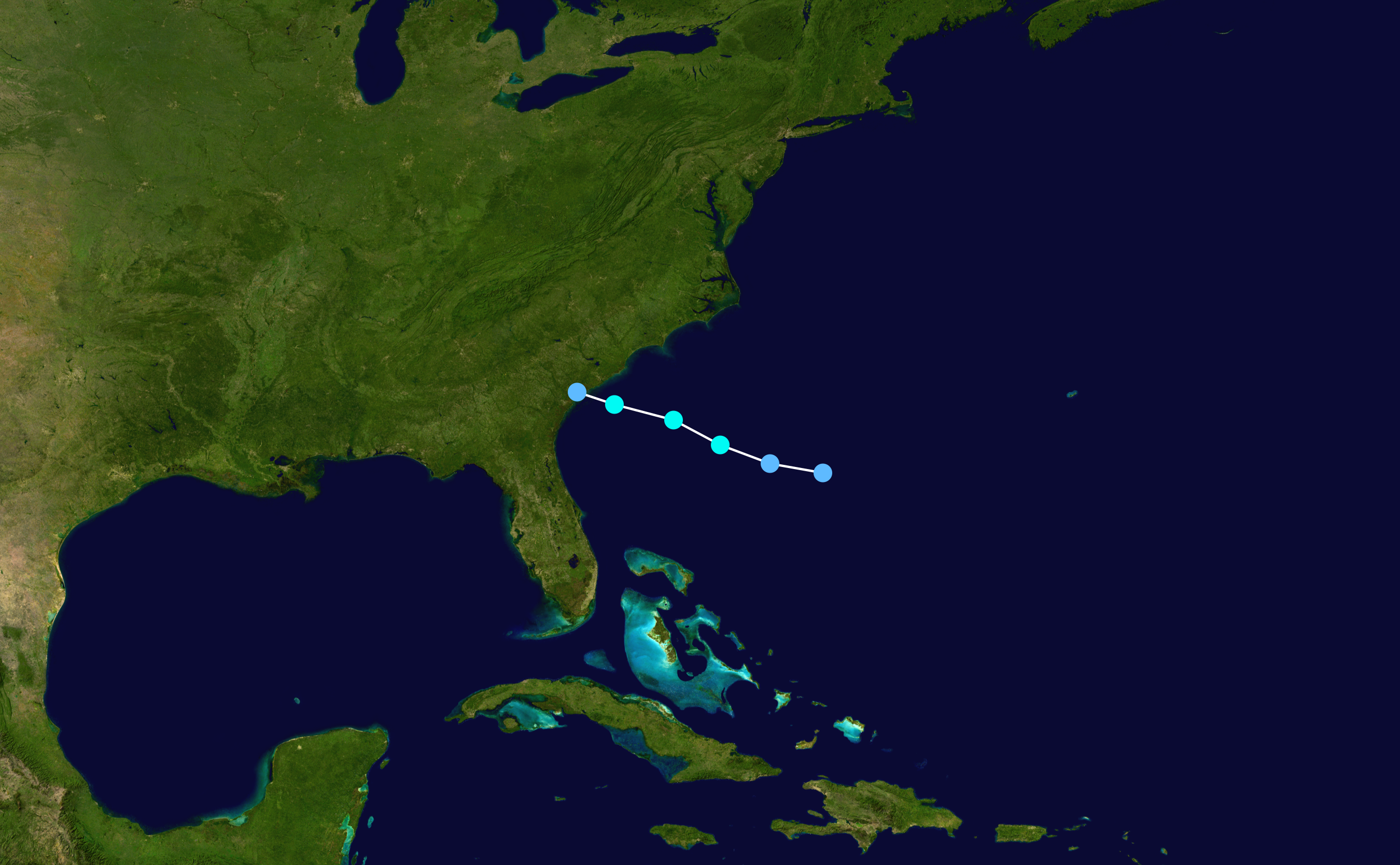
Percorso della tempesta Danny.

Poco dopo, alle 19:05 UTC i dati forniti da un volo di ricognizione e dal radar di Charleston hanno evidenziato come la depressione si era rafforzata a tempesta tropicale, che ha quindi ricevuto il nome Danny. Alle 21:00 UTC la tempesta ha raggiunto il suo picco di forza, con venti massimi di 75 km/h e una pressione centrale minima di 1 009 mbar. Quattro ore più tardi Danny è approdato in Carolina del Sud a nord di Hilton Head Island, con venti massimi di 65 km/h. Dopo essersi mossa sopra la Georgia, la tempesta si è indebolita a depressione e alle 09:00 UTC del 29 giugno Danny si è dissipato sopra la contea di Washington.
Danny è stato il primo ciclone tropicale ad approdare in Carolina del Sud nel mese di giugno dal 1867. Forti precipitazioni, con accumuli fino a 76 mm, hanno interessato parti della Carolina del Sud, provocando allagamenti locali. Intense precipitazioni hanno colpito anche alcune zone della Georgia, con accumuli fino a 79 mm.

### Uragano Elsa

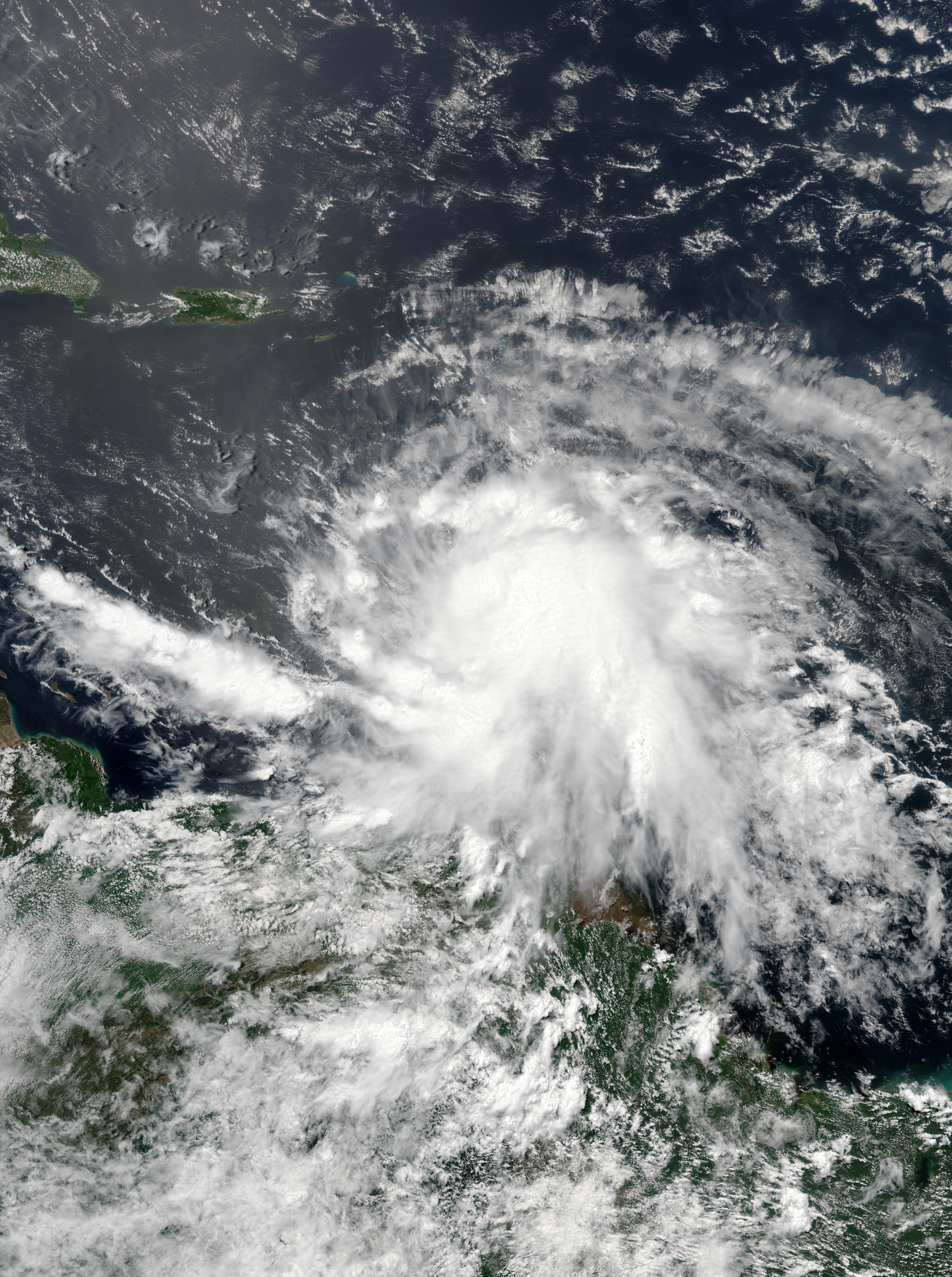
L'uragano Elsa il 2 luglio.

La mattina del 29 giugno 2021 il National Hurricane Center (NHC) ha iniziato a monitorare un'onda tropicale localizzata 1 300 km a ovest di Capo Verde in vista di una possibile ciclogenesi tropicale. Continuando a muoversi verso ovest, la perturbazione è diventata più organizzata e alle 21:00 UTC del 30 giugno è stata classificata dal NHC come potenziale ciclone tropicale cinque. Alle 03:00 UTC del 1º luglio, mentre si trovava a 1 645 km a est-sud-est delle Isole Sopravento Meridionali, la perturbazione si è prima rafforzata a depressione e sei ore più tardi è diventata una tempesta tropicale, ricevendo il nome Elsa. Elsa è diventata quindi la quinta tempesta stagionale più precoce di sempre, battendo il precedente record stabilito dalla tempesta tropicale Edouard nel 2020. Elsa ha poi continuato a muoversi verso ovest ad una velocità di circa 45 km/h ed è andata incontro ad una fase di rapida intensificazione. Alle 11:45 UTC del 2 luglio Elsa è diventata un uragano di categoria 1 e alle 15:00 UTC il centro dell'uragano è passato tra le isole di Saint Lucia e Saint Vincent.

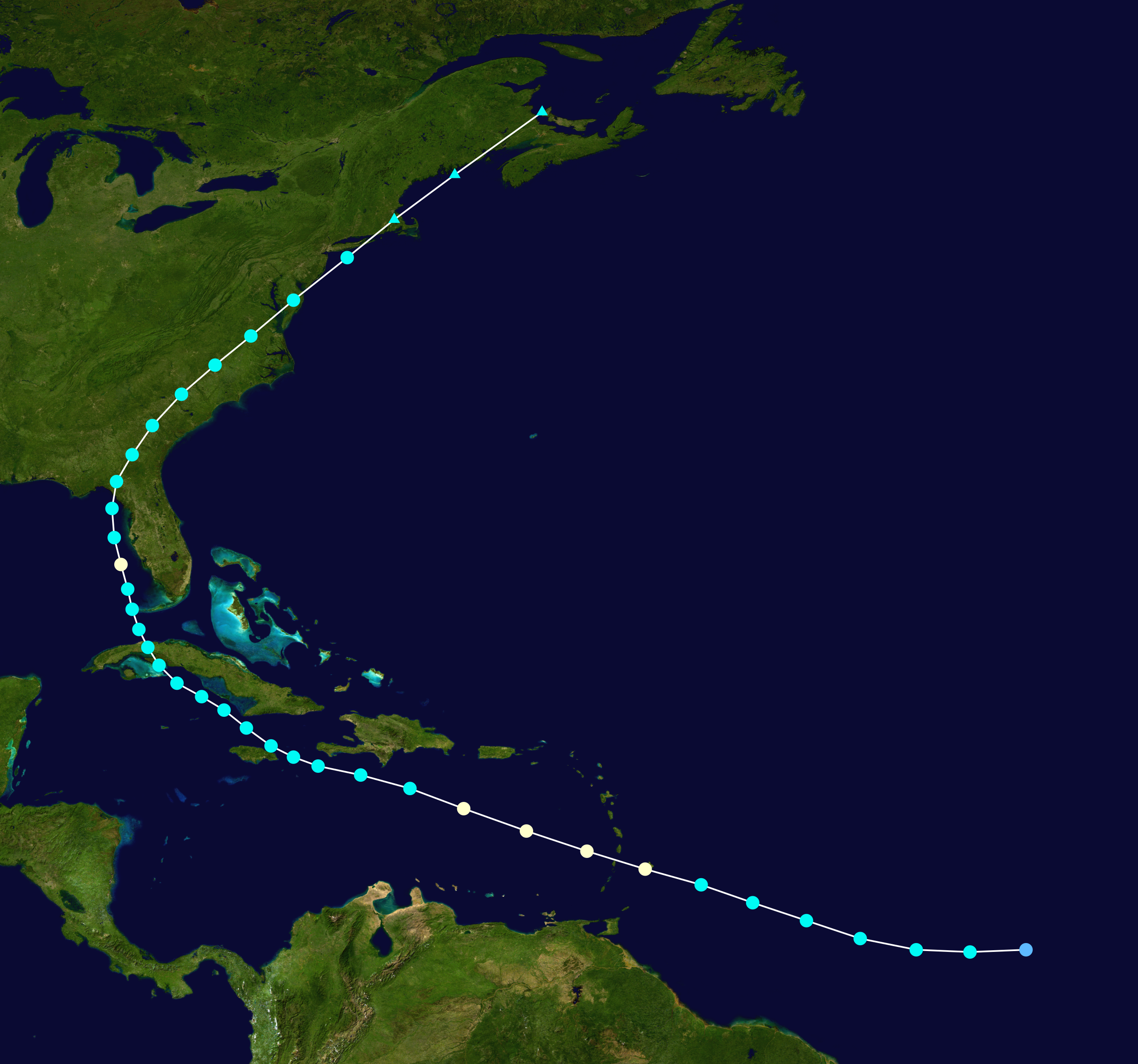
Il percorso dell'uragano Elsa.

Alle 18:00 UTC l'uragano è entrato nel mare Caraibico, raggiungendo il picco di intensità con venti massimi di 140 km/h ed una pressione centrale minima di 991 mbar. Alle 15:00 UTC del 3 luglio l'uragano, localizzato 70 km a sud dell'isola di Hispaniola, si è indebolito a tempesta tropicale a causa dell'azione di un modesto wind shear proveniente da nord-est. Dopo essere passata a nord della Jamaica il pomeriggio del 4 luglio, Elsa ha iniziato a rafforzarsi nuovamente e alle 18:00 UTC del 5 luglio la tempesta è approdata a Cuba nella provincia di Matanzas con venti massimi di 95 km/h. La mattina del 6 luglio, Elsa si è mossa sulle acque del golfo del Messico e alle 00:00 del 7 luglio è diventata un uragano di categoria 1 con venti di 120 km/h, mentre si trovava 165 km a sud-sud-ovest di Tampa. Poche ore più tardi, tuttavia, gli effetti del wind shear e l'ingresso di aria secca hanno nuovamente indebolito Elsa a tempesta tropicale, che alle 15:00 UTC è poi approdata in Florida nella contea di Taylor. Dopo l'approdo Elsa ha iniziato ad accelerare verso nord-est attraversando la Georgia, le Caroline e la Virginia. Il 9 luglio Elsa si è mossa al largo della costa del Medio Atlantico per poi effettuare un nuovo approdo a Long Island alle 15:00 UTC. Tre ore più tardi Elsa è diventata un ciclone post-tropicale sopra il Massachusetts. I resti extratropicali di Elsa si sono quindi mossi sopra il Nuovo Brunswick e Terranova e il 14 luglio sono stati assorbiti da un altro ciclone extratropicale.
A Barbados, dove sono state registrate precipitazioni fino a 203,2 mm, più di 1 100 abitazioni sono state danneggiate e 62 sono state distrutte. A Saint Lucia si è registrata una vittima nel quartiere di Soufrière, mentre a Saint Vincent e Grenadine 43 abitazioni sono state danneggiate e il settore agricolo è stato duramente colpito. In Repubblica Dominicana i forti venti hanno causato due vittime nella provincia di Baoruco. Negli Stati Uniti una persona è morta in Florida e un tornado EF1 in Georgia ha provocato 17 feriti. I danni causati dall'uragano sono stati stimati in almeno 875 milioni di dollari.

### Tempesta tropicale Fred

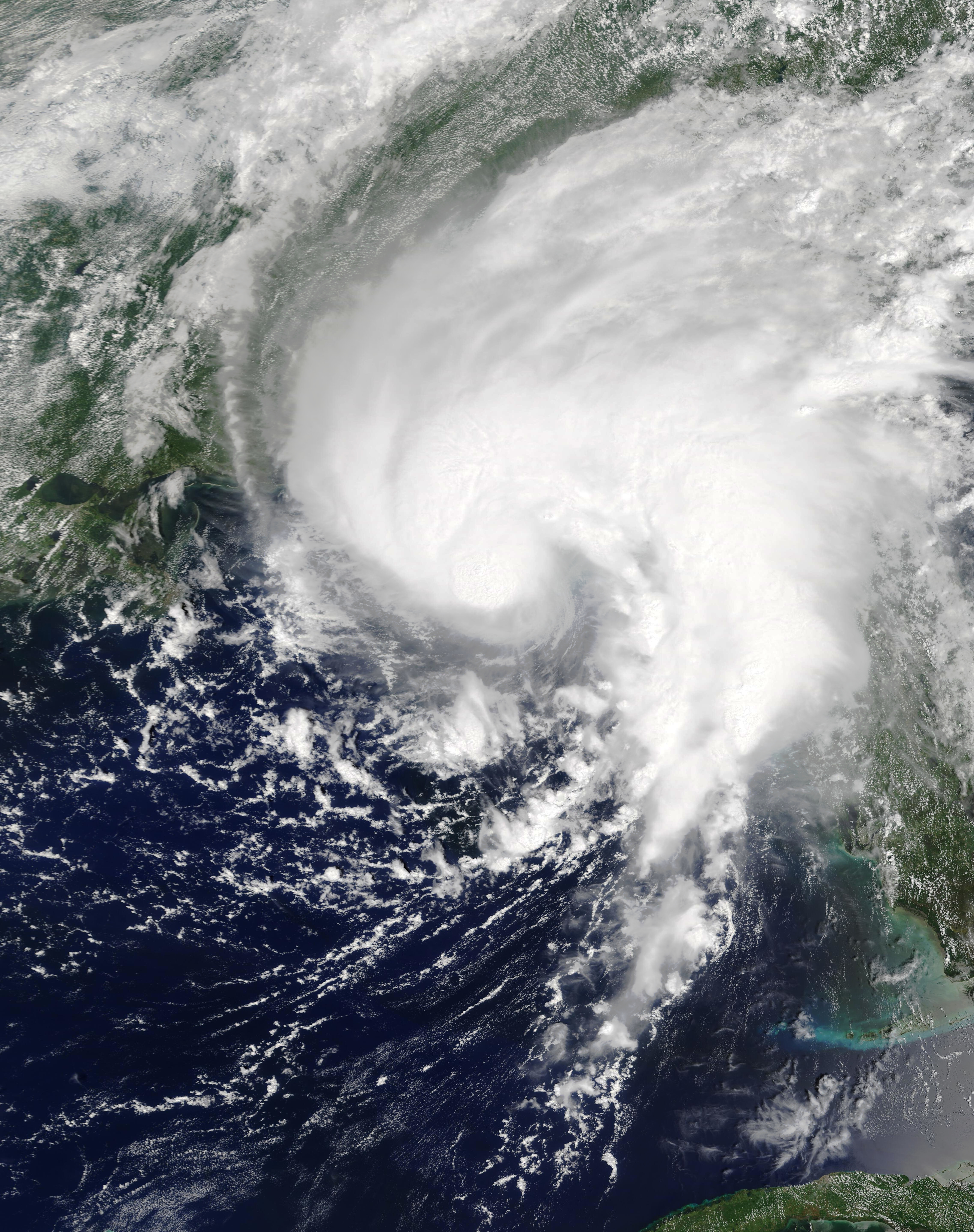
La tempesta Fred il 2 luglio.

Il 4 agosto 2021 il National Hurricane Center (NHC) ha iniziato a monitorare un'onda tropicale localizzata nell'Atlantico centrale. Dopo diversi giorni, il 9 agosto alle 21:00 UTC, la perturbazione, ora localizzata circa 260 km a est-sud-est delle Isole Sopravento Settentrionali, è stata classificata dal NHC come potenziale ciclone tropicale sei in vista di un'imminente ciclogenesi tropicale. La perturbazione si è poi mossa sulle acque del mare Caraibico dove ha continuato a rafforzarsi e alle 03:00 UTC dell'11 agosto, mentre si trovava 70 km a sud di Porto Rico, è diventata sufficientemente organizzata da essere designata dal NHC come tempesta tropicale, ricevendo il nome Fred. Alle 18:00 UTC Fred è approdata sull'isola di Hispaniola, 50 km a ovest di Santo Domingo, con venti massimi di 75 km/h. Dopo l'approdo, l'interazione con le montagne dell'isola ha portato la tempesta ad indebolirsi a depressione tropicale alle 00:00 UTC del 12 agosto.

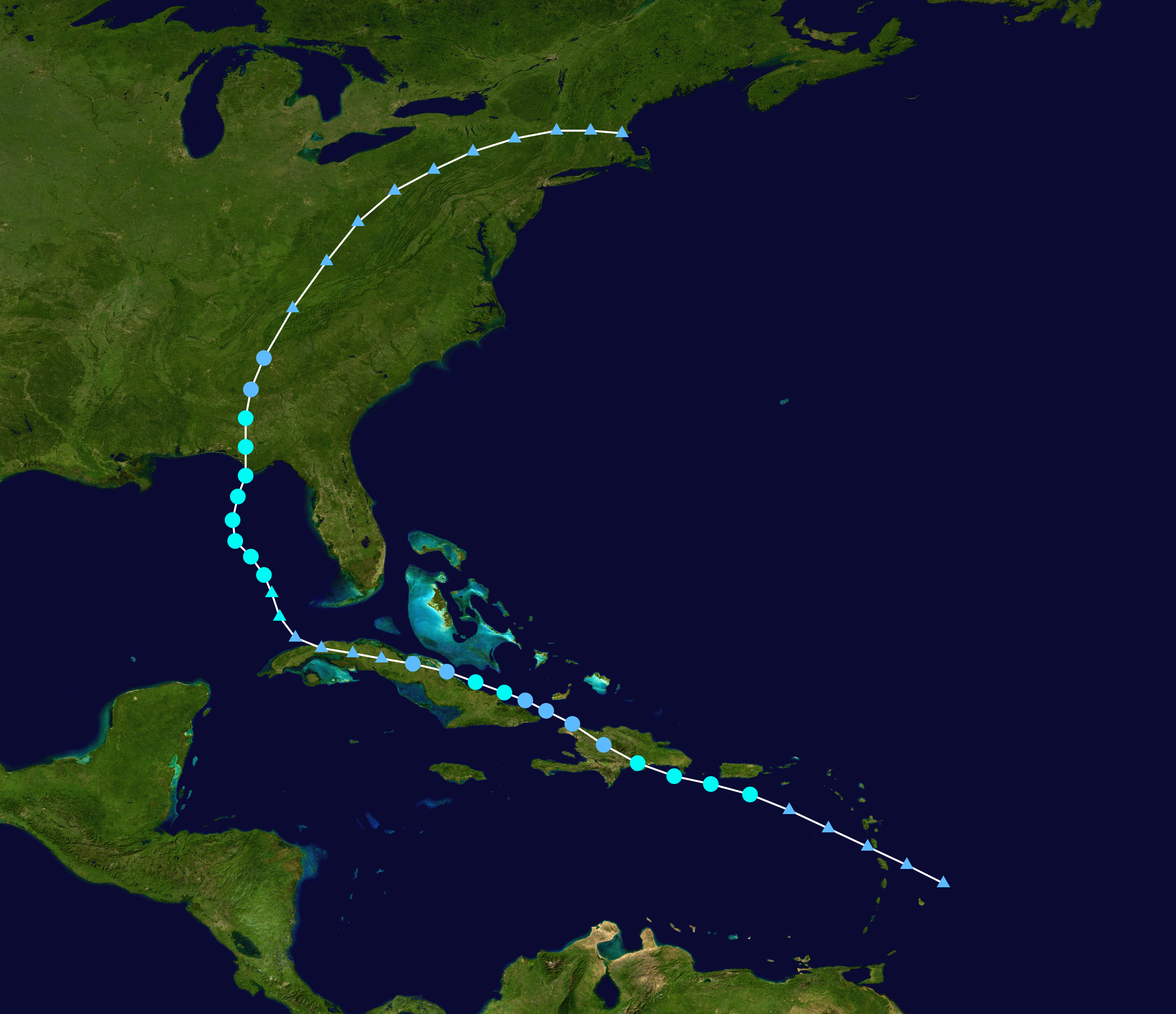
Il percorso della tempesta Fred.

La mattina del 12 agosto Fred è tornata in mare aperto, sul Canale Sopravento, e ha poi effettuato un secondo approdo sull'isola di Cuba, nella provincia di Villa Clara, alle 18:00 UTC del 13 agosto. Alle 15:00 UTC del 14 agosto la depressione si è disgregata in un'onda tropicale a causa dell'interazione con la terraferma e l'azione del wind shear. I resti di Fred si sono quindi mossi sul golfo del Messico dove la perturbazione ha iniziato a riorganizzarsi e alle 12:45 UTC del 15 agosto un volo di ricognizione ha confermato che la tempesta tropicale Fred si era riformata 565 km a sud-sud-est di Pensacola. Dirigendosi verso nord, Fred ha continuato a rafforzarsi, raggiungendo nel pomeriggio del 16 agosto il picco di intensità con venti massimi di 100 km/h e una pressione centrale minima di 993 mbar, per poi approdare alle 19:15 UTC in Florida nella contea di Gulf. Dopo l'approdo la tempesta ha iniziato ad indebolirsi velocemente e alle 09:00 UTC del 17 agosto è stata declassata a depressione tropicale mentre si trovava al confine tra Alabama e Georgia. Alle 15:00 UTC del 18 agosto Fred è diventato un ciclone post-tropicale sopra la Virginia Occidentale.
In Repubblica Dominicana l'approdo di Fred ha lasciato oltre 400 000 persone senza corrente elettrica e 500 000 senza accesso ad acqua corrente. Numerosi allagamenti hanno richiesto l'evacuazione totale di oltre 4 000 persone e 805 abitazioni sono state danneggiate. In Florida sono state registrate precipitazioni fino a 299 mm nella contea di Bay, dove una persona è morta in un incidente stradale causato da aquaplaning. In Carolina del Nord le precipitazioni associate a Fred hanno invece generato alluvioni lampo, diverse abitazioni sono state danneggiate o distrutte e cinque persone sono morte.

### Uragano Henri

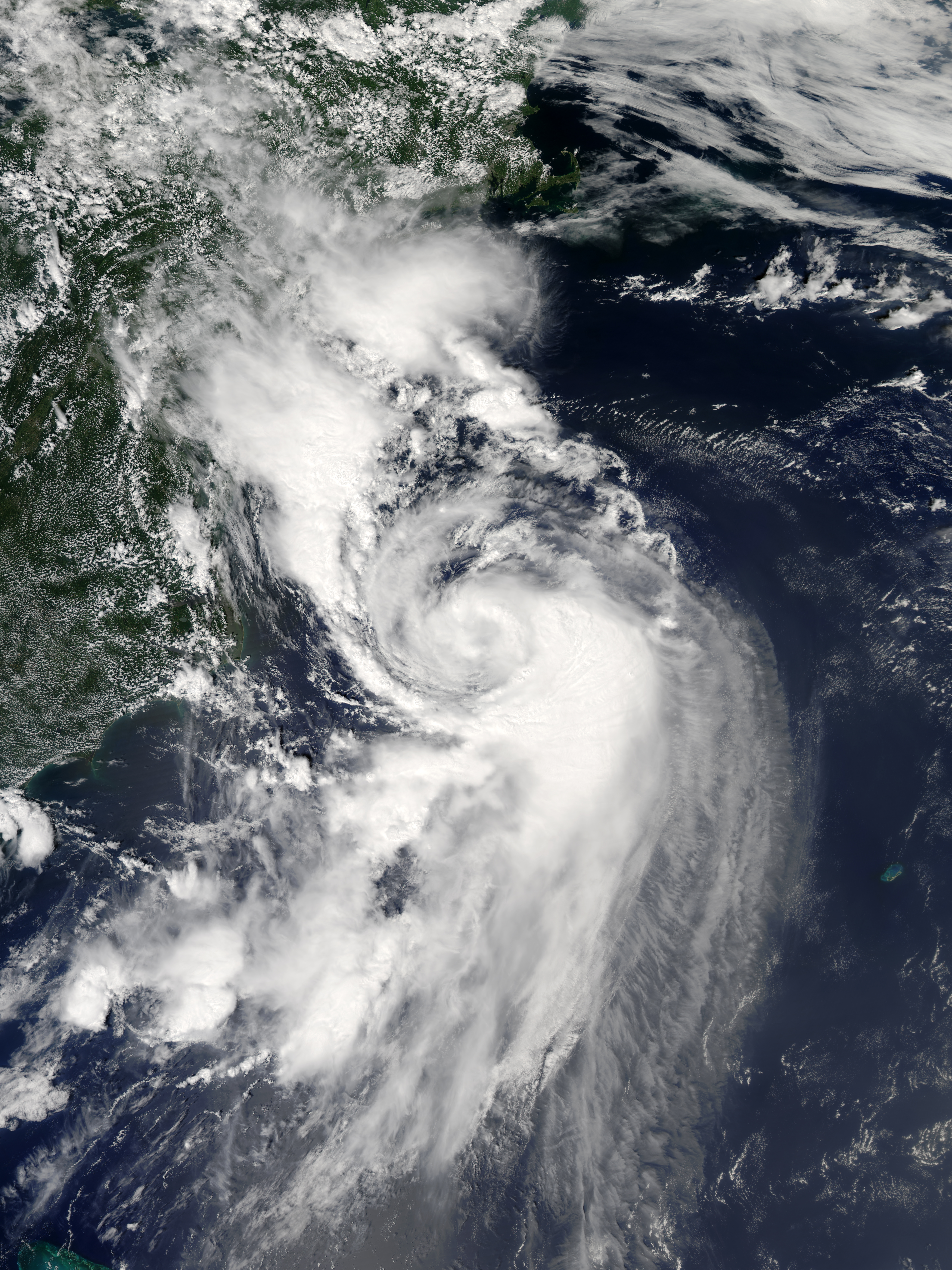
L'uragano Henri il 21 agosto.

Alle 00:00 UTC del 15 agosto 2021 il National Hurricane Center (NHC) ha iniziato a monitorare una piccola area di bassa pressione localizzata 320 km a nord-nord-est di Bermuda. Nel corso della giornata la perturbazione è diventata più organizzata e alle 03:00 UTC del 16 agosto è stata classificata dal NHC come depressione tropicale otto, dopo che i dati dei satelliti avevano indicato lo sviluppo di una convezione ben definita. Diciotto ore più tardi, alle 21:00 UTC, mentre si trovava 230 km a sud-est di Bermuda, la depressione si è intensificata a tempesta tropicale, ricevendo il nome Henri.

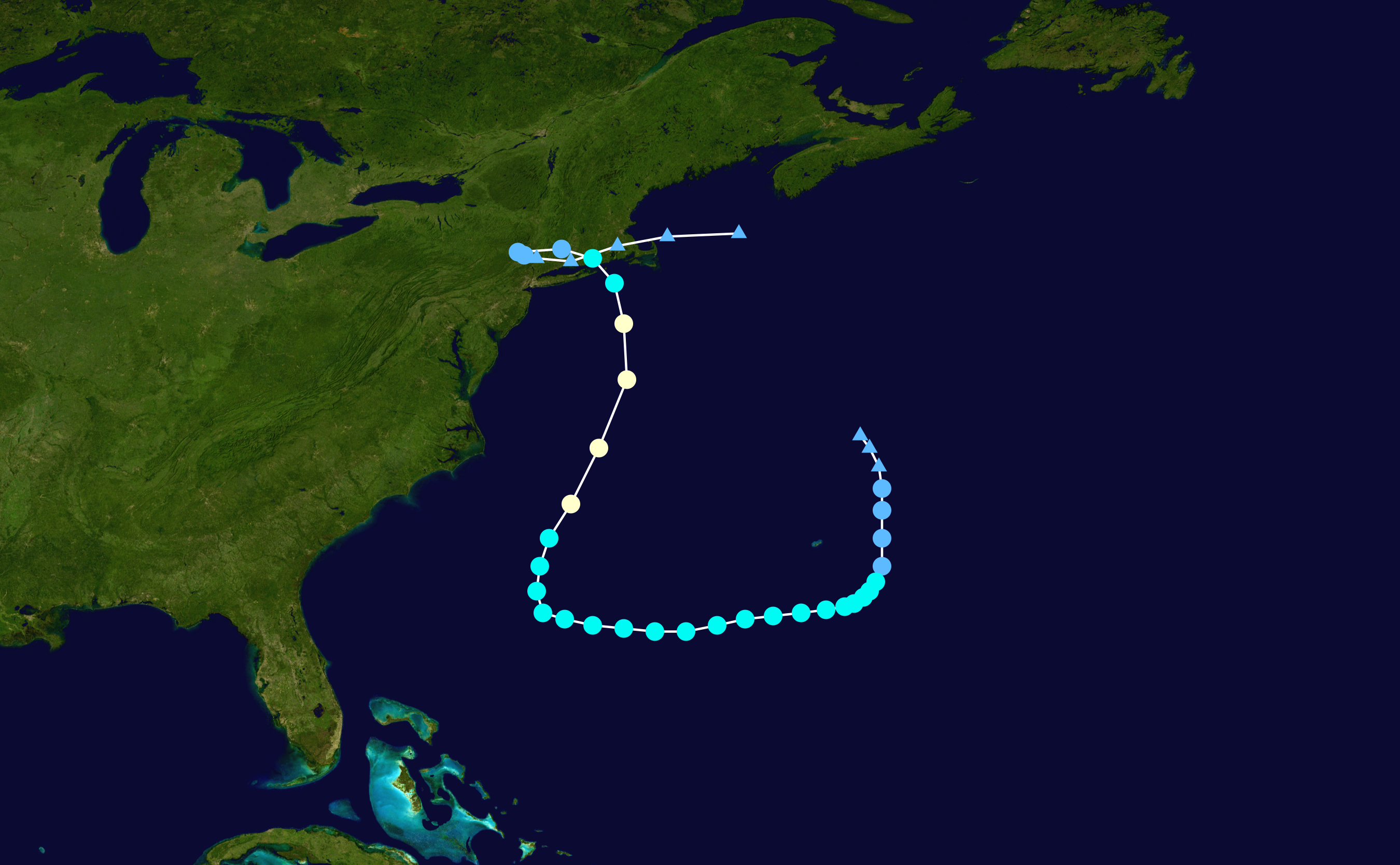
Il percorso dell'uragano Henri.

Durante il 17 agosto la tempesta si è lentamente mossa verso sud-ovest ad una velocità di circa 7 km/h e il 18 agosto ha iniziato ad accelerare verso ovest, continuando a rafforzarsi nonostante un moderato wind shear. Alle 21:00 UTC Henri ha raggiunto venti massimi di 110 km/h. Nel corso del 19 agosto l'intensità della tempesta, in movimento verso ovest a circa 17 km/h, ha iniziato ad oscillare a causa del persistente wind shear proveniente da nord-est. Il 20 agosto la tempesta Henri ha iniziato a deviare verso nord, spinta dall'azione combinata di una saccatura in movimento sopra gli Appalachi e da un promontorio in formazione a nord-est della tempesta. Alle 15:00 UTC del 21 agosto i dati raccolti da un volo di ricognizione hanno portato il NHC a classificare Henri come uragano di categoria 1.
Alle 09:00 UTC del 22 agosto, mentre si trovava circa 125 km a sud-sud-est di Long Island, Henri ha raggiunto il picco di intensità, con venti massimi sostenuti di 120 km/h e una pressione centrale minima di 986 mbar. Alle 11:00 UTC, tuttavia, muovendosi su acque più fredde, Henri si è indebolito a tempesta tropicale e alle 16:15 è approdato in Rhode Island, nei pressi di Westerly, con venti massimi di 95 km/h. Alle 00:00 UTC del 23 agosto Henri si è ulteriormente indebolito a depressione tropicale sopra il Connecticut centrale e alle 21:00 UTC è diventato un ciclone post-tropicale, che ha iniziato ad accelerare verso est.